# Bruno Adrián Biondani
Bruno Adrián Biondani es un escritor argentino de obras de ficción.

## Biografía
Bruno Biondani nació en Buenos Aires, el 18 de julio de 1983. Sus primeros trabajos los publicó bajo el seudónimo Barbú. En 2016 publicó el primer libro firmado con su nombre.

## Trayectoria
Bruno Adrián Biondani es autor de dos novelas policiales; "El Suicida", y "El Séptimo Rayo". Ambas fueron presentadas en la Feria Internacional del Libro de Buenos Aires. También es conocido como Barbú Gorila, dado que utilizó un disfraz de gorila para presentarse así como escritor y promocionar sus primeros cuatro libros. En 2009 publicó su primer libro de cuentos, La Fuga del Tiempo, bajo el seudónimo de Barbú, con el cual siguieron tres títulos más: El Narrador (2010), Huellas en Discordia (2012) y El Orador (2014). La  portada de los libros "Huellas en Discordia" y "El Orador" corresponden a pinturas del muralista y artista plástico Cristian English.
Todas las obras literarias firmadas como Barbú también fueron presentadas en la Feria Internacional del Libro de Buenos Aires, presentándose justamente disfrazado de Gorila. Su particular forma de aparecer públicamente causó curiosidad en el mundo mediático de la televisión Argentina y Anabela Ascar lo entrevistó en varias oportunidades en su programa Hechos y Protagonistas de Crónica Televisión.
Sobre su literatura, bajo el seudónimo de Barbú publicó muchos cuentos ciencia ficción y realismo mágico. Ya presentándose con su verdadero nombre cambió el género literario a thriller policial y a fines de 2016 publicó El Suicida, siendo la novela más vendida en el stand 3111 de la 43.ª Feria Internacional del Libro de Buenos Aires. El Séptimo Rayo (2018) es su segundo libro que se publicó con su nombre. En esta novela, por primera vez en su carrera como escritor, Biondani escribió un relato de ficción construido y enmarcado por hechos históricos.

## Libros
- La fuga del tiempo (1ª edición). Círculo Académico para la Difusión de Autores Nacionales - CADAN. 2009. ISBN 978-987-1438-09-9. Con el seudónimo Barbú.
- El narrador (1ª edición). Booklet Libros. 2010. ISBN 978-987-1570-03-4. Con el seudónimo Barbú.
- Huellas en discordia (1ª edición). Elemento. 2012. ISBN 978-987-1631-27-8. Con el seudónimo Barbú.
- El orador (1ª edición). Elemento. 2014. ISBN 978-987-1631-49-0. Con el seudónimo Barbú.
- El suicida (1ª edición). Elemento. 2014. ISBN 978-987-1631-50-6.
- El séptimo rayo (1ª edición). Tahiel. 2018. ISBN 978-987-758-169-0.